# I pellegrini di Canterbury

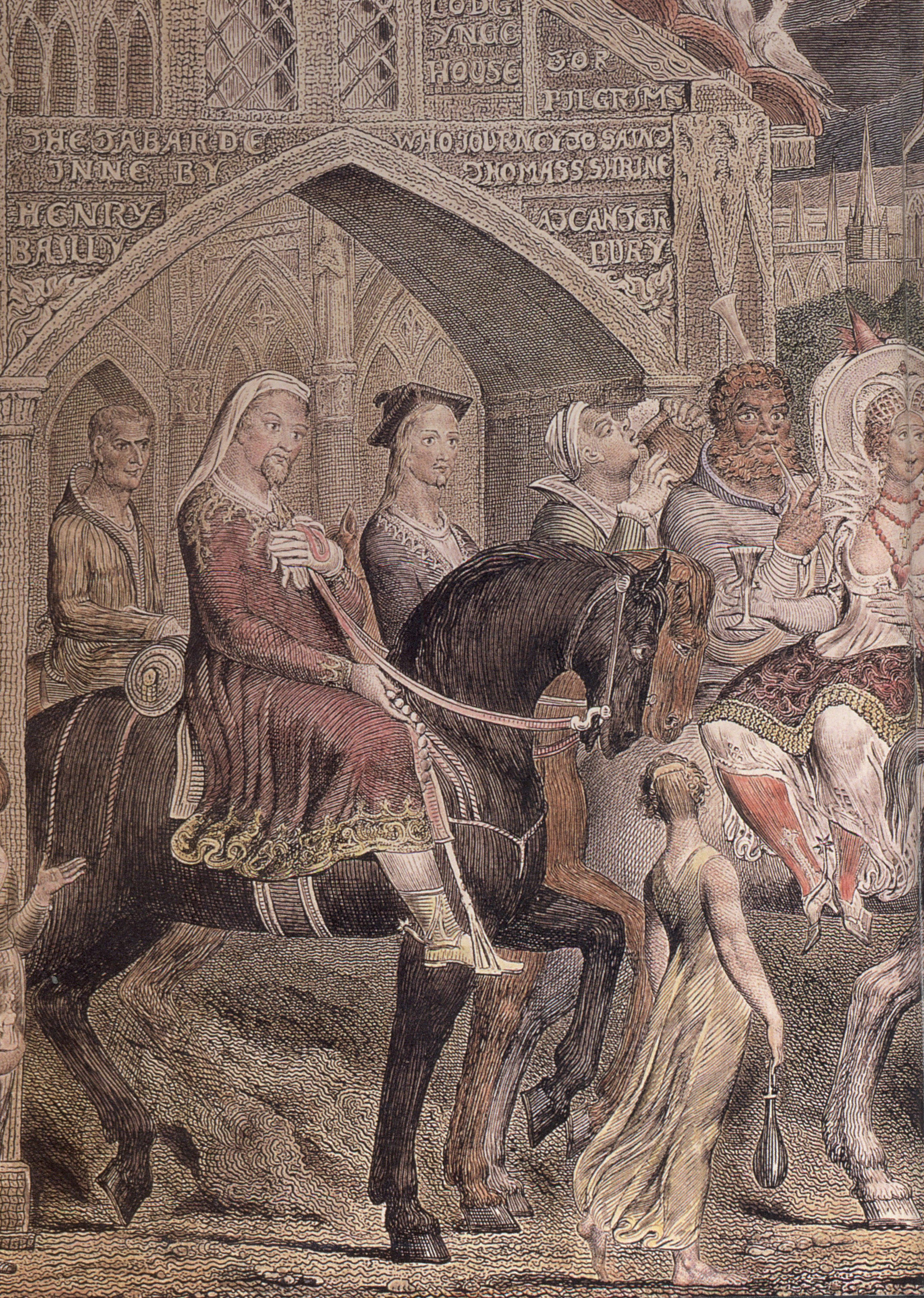
Geoffrey Chaucer sul cavallo nero (particolare)

I di Canterbury (in inglese: The Canterbury Pilgrims) è un dipinto (46x137 cm) realizzato nel 1808 dal pittore William Blake. È conservato presso la Pollok House di Glasgow (Regno Unito).
L'opera mostra i protagonisti della celebre opera di Geoffrey Chaucer del 1388 "I racconti di Canterbury" durante un pellegrinaggio dal Southwark alla Cattedrale di Canterbury.